# استان ولیکو تارنوو
نام یکی از استان‌های کشور بلغارستان است.

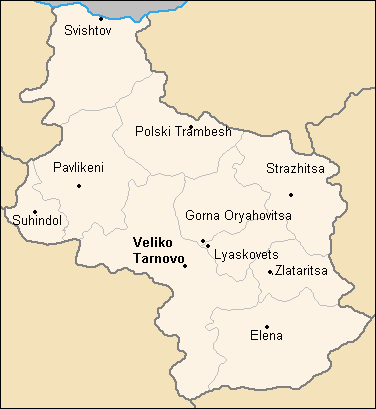